# بارتيزان يوغوسلاف
البارتيزان (بالصربية الكرواتية والمقدونية والسلوفينية: Partizani, Партизани) ويُعرف أيضا باسم جيش التحرير الوطني (بالصربية الكرواتية: Narodnooslobodilačka vojska (NOV), Народноослободилачка војска (НОВ) والمقدونية: Народноослободителна војска (НОВ) والسلوفينية: Narodnoosvobodilna vojska (NOV)) ورسميا جيش التحرير الوطني ومفرزة بارتيزان يوغوسلافيا (بالصربية الكرواتية: Narodnooslobodilačka vojska i partizanski odredi Jugoslavije (NOV i POJ), Народноослободилачка војска и партизански одреди Југославије (НОВ и ПОЈ) والمقدونية: Народноослободителна војска и партизански одреди на Југославија (НОВ и ПОЈ) والسلوفينية: Narodnoosvobodilna vojska in partizanski odredi Jugoslavije (NOV in POJ))، حركة مقاومة ثورية تزعمها الشيوعيون في يوغوسلافيا إبان الحرب العالمية الثانية وهو الجناح العسكري لإتلاف جبهة التحرير الوطنية الموحدة (JNOF) التي تزعمها بدوره الحزب الشيوعي اليوغوسلافي (KPJ) ممثلا في المجلس الوطني لتحرير يوغوسلافيا ومقاومة الفاشية (AVNOJ) والذي مثّل السلطة السيادية والتشريعية في يوغوسلافيا إبان الحرب في الوقت الذي تولى فيه المارشال جوزيف بروز تيتو قيادة قوات البارتيزان.
من جانبهم سعى البارتيزان لإقامة دولة شيوعية في يوغوسلافيا ومن ثم عمل الحزب الشيوعي اليوغوسلافي على نيل قبول مختلف الجماعات العرقية بالبلاد من خلال الحفاظ على حقوق كل جماعة منهم، في حين تمثلت أهداف حركة المقاومة الأحرى التي نشأت قبل خروج البارتيزان لضوء بأسابيع قليلة وعُرفت باسم تشتنيك في استعادة الملكية اليوغوسلافية مما يحفظ حقوق الصرب وتأسيس صربيا الكبرى من خلال التطهير العرقي وطرد كافة الجناعات العرقية غير الصربية من جميع الأراضي الصربية التاريخية، وعلى الرغم من توحّد هدف حركتي المقاومة إلا أن العلاقات بينهما لم تكن على ما يرام منذ البداية حتى تصاعدت وتيرة الأحداث بحلول أكتوبر 1941 لتشهد صراعات مسلحة بين الجانبين، حيث بدت حركة البارتيزان التي تزعمها تيتو كحركة مناهضة للصرب في نظر التشتنيك في حين كان دفاع الأخير عن الملكية في يوغوسلافيا عداء واضحا للشيوعية.
وبنهاية 1944 وصل إجمالي عدد الأفراد الملتحقين بحركة البارتيزان 650,000 من الرجال والنساء شكلوا أربعة جيوش ميدانية وإثنين وخمسين فرقة انخرطوا جميعا في الحرب التقليدية ومع نهاية إبريل 1945 وصل حجم قوات البارتيزان 800,000 فرد.

## خلفية وأصول

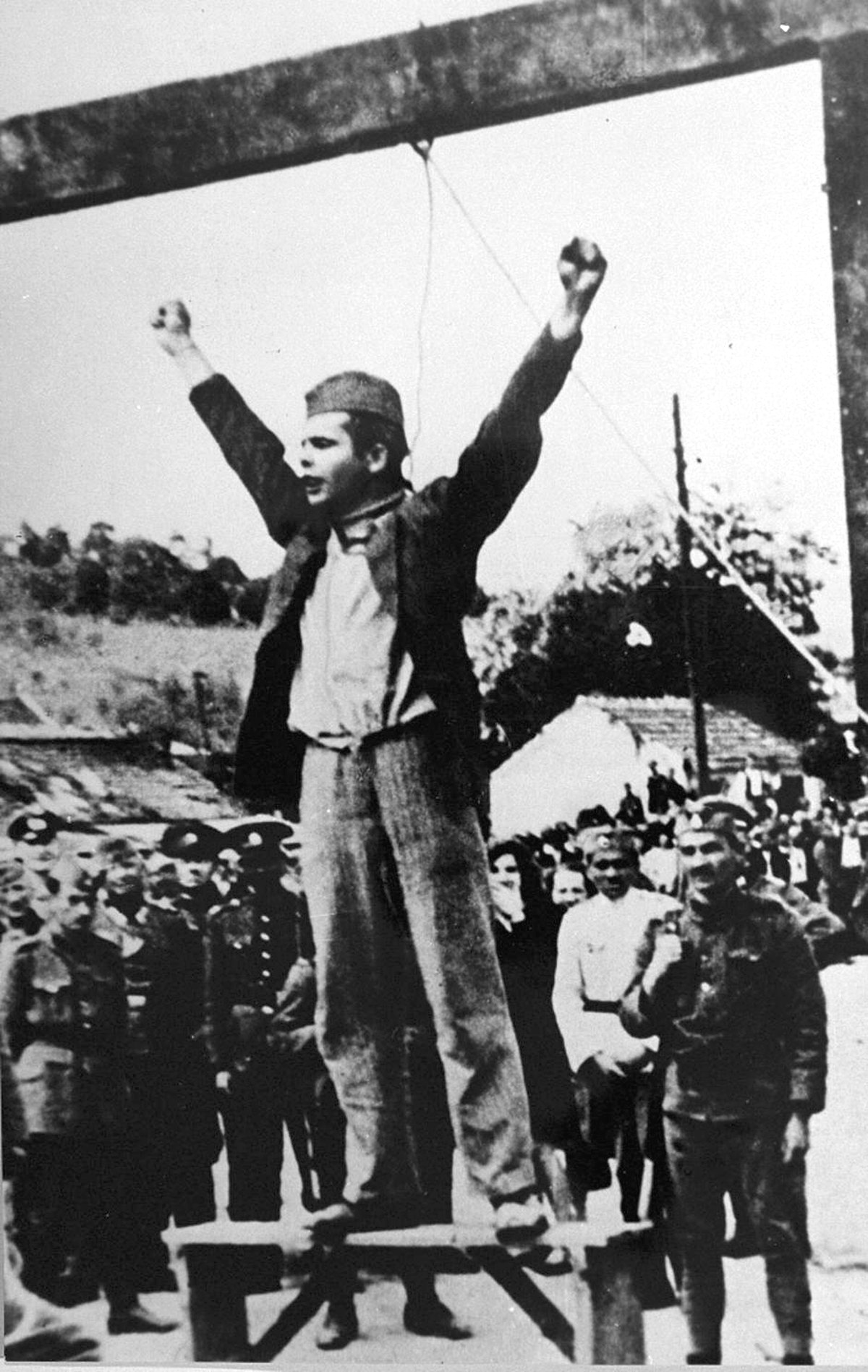
يقف ستيبان فيليبوفيتش، قائد مفرزة تومناسكو-كولوبارسكي الأنصارية، تحت المشنقة حيث سيتم إعدامه مؤقتًا، ويدعو الشعب الصربي إلى محاربة "خونة الشعب الصربي".

في 6 أبريل من عام 1941، تعرضت مملكة يوغوسلافيا للغزو من جميع الأطراف من قبل دول المحور، في المقام الأول من قبل القوات الألمانية، ولكن أيضًا من قبل التشكيلات الإيطالية والمجرية والبلغارية. خلال الغزو، قصفت بلغراد من قبل سلاح الجو الألماني. استمر الغزو أكثر من عشرة أيام بقليل وانتهى بالاستسلام غير المشروط للجيش اليوغوسلافي الملكي في 17 أبريل. إلى جانب كونه غير مجهز بالمقارنة مع الفيرماخت بشكل ميؤوس منه، حاول الجيش الدفاع عن جميع الحدود ولكنه تمكن فقط من نشر قواته المحدودة المتاحة.
كانت شروط الاستسلام صعبة للغاية، وقد استمر المحور في تفكيك يوغوسلافيا. احتلت ألمانيا الجزء الشمالي من درافا بانوفينا (تقريبًا سلوفينيا في العصر الحديث)، مع الحفاظ على الاحتلال العسكري المباشر للأراضي الصربية (إقليم القائد العسكري في صربيا) مع حكومة عميلة. تأسست دولة كرواتيا المستقلة تحت إشراف ألماني، وامتدت على جزء كبير من أراضي كرواتيا الحالية، وضمت كذلك جميع مناطق البوسنة والهرسك الحديثة ومنطقة سيرميا في صربيا الحديثة. احتلت إيطاليا تحت حكم موسوليني ما تبقى من درافا بانوفينا (ضمت وأعيدت تسميتها باسم مقاطعة لوبيانبا)، وجزء كبير من زيتا بانوفينا وقطع كبيرة من منطقة دالماتيا الساحلية (جنبًا إلى جنب مع جميع جزرها الأدرياتيكية تقريبًا). سيطرت أيضًا على محافظة الجبل الأسود الإيطالية المنشأة حديثًا، ومنحت الملكية في دولة كرواتيا المستقلة، بالرغم من أنها لم تمارس سوى القليل من السلطة الحقيقية داخلها. أرسلت المجر الجيش الثالث المجري وضمت المناطق اليوغوسلافية في بارانيا وبوتلكا وبركموري. ضمت بلغاريا في الوقت نفسه، كل مقدونيا تقريبًا ومناطق صغيرة من شرق صربيا وكوسوفو. تعارض تفكك يوغوسلافيا وإنشاء المفوضية الوطنية لحقوق الإنسان ومحافظة الجبل الأسود الإيطالية وصربيا الأوروبية وضم مختلف بلدان المحور للأراضي اليوغوسلافية، مع القانون الدولي الساري في ذلك الوقت.

## قراءة مفصلة
- Bokovoy، Melissa (1998). Peasants and Communists: Politics and Ideology in the Yugoslav Countryside. University of Pittsburgh Press. ISBN:0-8229-4061-2.
- Irvine، Jill (1992). The Croat Question: Partisan Politics in the Formation of the Yugoslav Socialist State. Westview Press. ISBN:0-8133-8542-3.
- Roberts، Walter R. (1987). Tito, Mihailovic and the Allies, 1941–1945. Duke University Press. ISBN:0-8223-0773-1.

## وصلات خارجية
- Alliance of Anti-fascist Fighters of Croatia
- Office of Strategic Services – Balkan Operational Group
- Web site for the movie 'Partizanska Eskadrila'
- European Resistance Archive (ERA) Video interviews with members of the resistance during World War II
- Video interview with a witness to a Partisan execution squad
- THE GERMAN CAMPAIGNS IN THE BALKANS (SPRING 1941) reprinted by the United States Army Center of Military History
- Website of the Union of Societies of Combatants of the Slovene National Liberation Struggle
- Former website of the Union of Societies of Combatants of the Slovene National Liberation Struggle
- History of the Union of Societies of Combatants of the Slovene National Liberation Struggle

}}